# 稻田荸荠
稻田荸荠（学名：Heleocharis pellucida var. japonica）是莎草科荸荠属透明鳞荸荠的变种。分布在日本、朝鲜以及中国大陆的福建、湖北、江西、云南、四川东部等地，一般生长在水稻田中或水边，目前尚未由人工引种栽培。